# Division de North Bank
La division de North Bank est l'une des cinq subdivisions de la Gambie. Son chef-lieu est la ville de Kerewan.

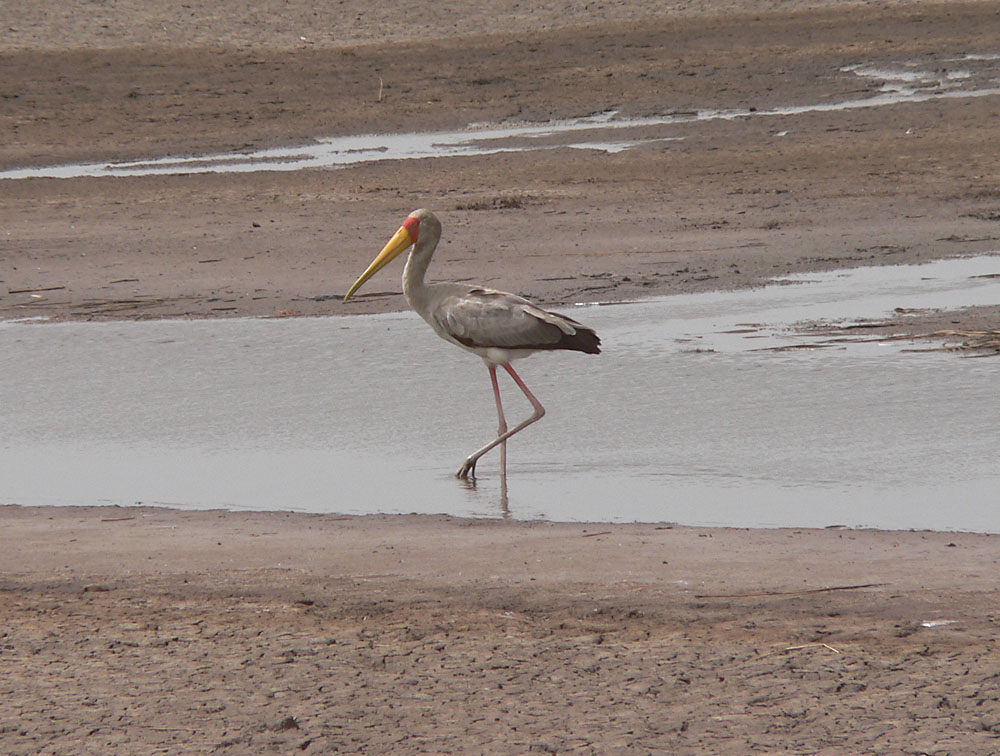

Elle est divisée en 6 districts :
- Central Baddibu
- Jokadu
- Lower Baddibu
- Lower Niumi
- Upper Baddibu
- Upper Niumi